# Kraftwerk Taizhou
Das Kraftwerk Taizhou ist ein Kohlekraftwerk des chinesischen Energieversorgers Guodian Power in der Provinz Jiangsu. Es liegt in der Nähe der Stadt Taizhou direkt am Jangtsekiang.
Mit einer installierten Leistung von 4 GW ist Taizhou eines der leistungsstärksten Kohlekraftwerke weltweit.

## Technische Daten
| Block | Max. Leistung (MW) | Betriebsbeginn | Turbine | Generator | Dampfkessel             |
| ----- | ------------------ | -------------- | ------- | --------- | ----------------------- |
| 1     | 1000               | 2007           | Toshiba |           | Harbin Boiler (mit MHI) |
| 2     | 1000               | 2009           | Toshiba |           | Harbin Boiler (mit MHI) |
| 3     | 1000               | 2015           |         |           |                         |
| 4     | 1000               | 2016           |         |           |                         |

Die Dampfparameter des Kraftwerks sind 25 MPa / 600 °C / 600 °C, damit gehört es zu den superkritischen Dampfkraftwerken. Die Tandem-Dampfturbinen wurden von Toshiba entwickelt und waren zum Zeitpunkt des Baus mit 1000 MW die weltweit leistungsstärksten.
Das Kraftwerk Taizhou war eines der ersten ultrasuperkritischen Kraftwerke Chinas und erreicht eine Effizienz von 45,2 %. Pro erzeugter kWh Strom sollen 256,2 g Kohle verbraucht werden.
Die Investition für die Blöcke 3 und 4 lag bei 8,61 Mrd. RMB (etwa 1,2 Mrd. Euro).